# Musikjahr 1546
Liste der Musikjahre

◄◄ | ◄ | 1542 | 1543 | 1544 | 1545 | Musikjahr 1546 | 1547 | 1548 | 1549 | 1550 | ► | ►►

Weitere Ereignisse
Dieser Artikel behandelt das Musikjahr 1546.

## Ereignisse

### Heiliges Römisches Reich

#### Hofkapelle von Kaiser Karl V.
- Thomas Crécquillon ist seit dem Jahr 1540 „maistre de la chapelle“ am Hof von Kaiser Karl V. Die Hofkapelle begleitet den Kaiser auch auf dessen Reisen. Aufenthalte in Deutschland in 1545 sowie zwischen 1546 und 1548 sind belegt. Seine Aufenthalte mögen zu der relativ weiten Verbreitung seiner Werke beigetragen haben.
- Nicolas Payen wirkt seit 1540 in der Hofkapelle von Kaiser Karl V. als clerc d’oratoire und chapelain des hautes messes.

#### Hofkapelle der Regentin Maria von Ungarn
- Benedictus Appenzeller ist seit 1536 Sänger am habsburgischen Hof der Regentin Maria von Ungarn in Brüssel und seit 1537 Leiter der Chorknaben (maître des enfants).

#### Hochstift Lüttich
- Jan Belle ist in den Jahren 1546 und 1547 Meister der Chorknaben (magister duodenarum) an der Heiligkreuzkirche (Sainte Croix) in Lüttich; hier wird er „de Lovanio“ genannt.
- Jean De Latre ist seit November 1544 in der Nachfolge von Adam Lauri succentor an der Kirche St. Martin in Lüttich. Er leitet die Kapelle der Kirche fast 20 Jahre lang mit Geschick und Erfolg. Ebenfalls seit 1544 wirkt De Latre als Kapellmeister des Lütticher Fürstbischofs Georg von Österreich, einem humanistisch gesinnten Musikfreund. Hier hat er den Nutzen wichtiger Kontakte zu anderen Künstlern wie Lambert Lombard (1506–1566) und Franciscus Florius (1516–1570) und zu weiteren wichtigen Personen im Umkreis des Bischofs.
- Ludovicus Episcopius wirkt ab 19. Oktober 1545 als zangmeester an der Kollegiatkirche St. Servatius in Maastricht. Er bekommt mehrere Benefizien und wird Mitglied der Bruderschaft der Kapläne als einer der scriptores chori. Diese Stellung behält er bis ins Jahr 1566.

#### Grafschaft Hennegau
- Jacobus Clemens non Papa, der Priester der Kathedrale St. Donatian in Brügge ist und am 26. März 1544 probeweise zum Vizekapellmeister (succentor) ernannt wurde, hat dieses Amt bis Juni 1545 inne. Danach wird er möglicherweise zum Chorleiter bei Philippe de Croy († 1549) ernannt, Herzog von Aarschot und Feldherr von Kaiser Karl V., weil mehrere seiner Staatsmotetten auf den Herzog oder auf den Kaiser verweisen.

#### Herzogtum Brabant
- Gheerkin de Hondt ist seit dem 31. Dezember 1539 Singmeister der Marienbruderschaft (Illustre Lieve Vrouwe Broederschap) in ’s-Hertogenbosch.

#### Markgrafschaft Antwerpen
- Antoine Barbé hat – nach den Akten der Kathedrale von Antwerpen – von 1527 bis 1562 die Stelle des Kapellmeisters inne.
- Tielman Susato, der 1543 in Antwerpen ein dreijähriges Druckerprivileg erhalten hat und hier eine Druckerei eröffnet hat, bringt in den Jahren zwischen 1543 und 1561 drei Bände mit Messkompositionen heraus, 19 Motetten- und 22 Chansonbücher, darüber hinaus eine Serie mit elf Bänden Musyck Boexken. Seine Publikationen sind in der Mehrheit Sammelbände mit Werken mehrerer Komponisten. 1546/47 veröffentlicht er seine Liber I [-IV] sacrarum cantionum zu vier bis fünf Stimmen. Seit 1531 ist Susato Mitglied der Antwerpener Stadtmusikanten; er spielt die Instrumente Flöte, Blockflöte, Krummhorn, Feldtrompete und Posaune und hat vielleicht auch die abendlichen Andachten der Bruderschaft begleitet.
- Gérard de Turnhout ist seit dem Jahr 1545 Chorsänger an der Liebfrauenkirche in Antwerpen.

#### Tournai
- Nicolas Gombert ist Kanoniker in Tournai, wo er seit 1534 eine kirchliche Sinekure innehat.
- Pierre de Manchicourt ist seit 1545 Kapellmeister und Lehrer der Chorknaben an der Kathedrale von Tournai.

#### Fürstentum Ansbach
- Caspar Othmayr veröffentlicht 1546 seinen Trauergesang auf Martin Luthers Tod Epitaphium Lutheri.

#### Kurfürstentum Brandenburg
- Adrianus Petit Coclico, der sich im September 1545 zum Studium an der Universität Wittenberg eingeschrieben hat und in Wittenberg auch Musikunterricht erteilt, bewirbt sich 1546, unterstützt von der Universität, um eine Professur bei Kurfürst Johann Friedrich von Sachsen, hat aber keinen Erfolg. Vom Sommer 1546 bis Sommer 1547 unterrichtet er dann an der Universität Frankfurt an der Oder.

#### Kurfürstentum Sachsen
- Nicolao Dorati wirkt seit 1543 in der Stadtkapelle von Lucca, zunächst als Posaunist und ab 1557 für über 20 Jahre als Kapellmeister.
- Wolfgang Figulus, der vermutlich von 1540 bis 1545 die Schule in Frankfurt (Oder) besuchte, ist ungefähr seit dem Jahr 1545 Kantor in Lübben.
- Hermann Finck ist seit 1545 Student an der Universität Wittenberg. Hier wird er ab dem Jahr 1554 Gesang und Instrumentalmusik lehren.
- Anton Musa ist seit 1544 Pfarrer in Merseburg, wo er neben dem Predigtamt am Merseburger Dom auch den Dienst im Konsistorium versieht.
- Georg Rhau, der sich Ende 1522 in Wittenberg als Drucker niedergelassen hat, betreibt bis zu seinem Tode hier eine Buchdruckerei. Die Musikdrucke Georg Rhaus sind das bedeutendste Zeugnis für die musikalischen Anschauungen und Absichten des Kreises um Martin Luther.
- Leonhart Schröter besucht von 1545 bis 1547 die Fürstenschule in Meißen.

#### Erzstift Magdeburg
- Martin Agricola ist Kantor in Magdeburg.

#### Kurpfalz
- Georg Forster, der am 27. September 1544 zum Doktor der Medizin in Tübingen promoviert wurde, wirkt seit Anfang 1545 und bis Ostern 1547 als „gemeiner Stadt Doctor“ in seiner Heimatstadt Amberg; in diese Zeit fällt seine Verheiratung mit Sabine Portner aus Theuern bei Amberg.
- Sebastian Ochsenkun ist seit 1544 Lautenmeister am kurpfälzischen Hof in Heidelberg.

#### Herzogtum Württemberg
- Sigmund Hemmel ist seit 1544 Tenorist in der Hofkapelle von Herzog Ulrich von Württemberg in Stuttgart.

#### Straßburg
- Wolfgang Dachstein ist seit 1541 Organist am Straßburger Münster und zugleich Musiklehrer am dortigen Gymnasium. Er fügt sich dem Augsburger Interim und bleibt dadurch in seinem Amt.

#### Erzherzogtum Österreich
- Arnold von Bruck, der seit der zweiten Jahreshälfte 1527 in Wien Kapellmeister des österreichischen Regenten Erzherzog Ferdinand (des späteren Königs und Kaisers Ferdinand I.) war, wird zum Jahresende 1545 vom kaiserlichen Hof in den Ruhestand verabschiedet. Er hält sich danach noch einige Zeit in Wien auf und hat hier das Amt eines Kaplans an einem der Altäre des Stephansdoms; auch komponiert er hier einige Stücke im Auftrag der Domkantorei.
- Erasmus Lapicida, der um das Jahr 1521 vom Habsburger Erzherzog Ferdinand I. (Regierungszeit als Erzherzog 1521–1531) am Schottenkloster in Wien eine Präbende verliehen bekam, lebt dort die 26 restlichen Jahre seines Lebens. Der Komponist, der Ferdinand I. im Jahr 1544 wegen seiner Altersschwäche um ein Gnadengeld von 15 Kreuzern gebeten hat, erhält dies bewilligt. Es wird bis zu seinem Tod im Jahr 1547 regelmäßig gezahlt.

#### Königreich Böhmen
- Nikolaus Herman ist Kantor und Lehrer an der Lateinschule in St. Joachimsthal. Hier arbeitet er unter anderem mit Johannes Mathesius zusammen, der dort ab 1532 als Rektor der Schule und ab 1540 als Pfarrer amtiert.

#### Alte Eidgenossenschaft
- Eustorg de Beaulieu, der an der Akademie von Lausanne Theologie studiert und 1540 vor dem Konsistorium seine Prüfung abgelegt hat, ist Pfarrer in Thierrens und Moudon im Kanton Waadt. 1546 publiziert er, vermutlich in Genf, seine Chrestienne Resjouyssance, die 160 geistliche Lieder enthält.
- Loys Bourgeois ist spätestens seit 1545 Kantor und Lehrer an der Kathedrale Saint-Pierre in Genf und in der städtischen Pfarrei Saint-Gervais.
- Guillaume Franc ist seit 1545 Kantor an der Kathedrale von Lausanne und Lehrer an der Lausanner Akademie.

#### Herzogtum Modena und Reggio
- Cipriano de Rore, der sich von 1542 bis 1545 sehr wahrscheinlich in Brescia aufgehalten hat, wird 1546 von Herzog Ercole II. d’Este (1508–1559) als Kapellmeister an seinen Hof nach Ferrara geholt, wo er fast zwölf Jahre lang fast ohne Unterbrechung wirkt, nachdem Ferrara zuvor schon als herausragendes Zentrum der Künste, besonders der Musik, bekannt ist. Während dieser Zeit schreibt de Rore dort mindestens 107 Werke für die Familie d’Este sowie für Mitglieder der geistlichen und weltlichen Oberschicht Europas.

#### Herzogtum Toskana
- Francesco Corteccia steht seit dem Jahr 1539 im Dienst der Familie de’ Medici und bekleidet die Stelle des Kapellmeisters am Hofe des Herzogs Cosimo I.
- Matteo Rampollini steht in den Diensten der Medici in Florenz.

### Königreich England

#### Chapel Royal von Heinrich VIII.
- Thomas Tallis, der 1543 zum „Gentleman of the Chapel Royal“ – also zum „Gentleman“ der Königlichen Kapelle – in London ernannt wurde, bekleidet dieses Amt in den folgenden vierzig Jahren.
- Philip van Wilder unterrichtet 1546 Prinz Edward im Lautenspiel. In den Jahren 1537 bis 1543 hatte er bereits Prinzessin Mary hierin unterrichtet.

#### Diözese Ely
- Christopher Tye, der an der Universität Cambridge studierte und dort und in Oxford im Fach Musik promovierte, ist seit ca. 1543 Master of the Choristers an der Kathedrale von Ely und hat diese Stellung bis 1561 inne.

### Königreich Frankreich

#### Chapelle Royale von Franz I.
- Jacotin Le Bel ist Mitglied der Hofkapelle des französischen Königs Franz I.
- Pierre Sandrin, der Doyen des Klosterkapitels von Saint-Florent-de-Roye in der Picardie war, ist seit 1543 Doyen in der Chapelle Royale.
- Claudin de Sermisy ist Mitglied der Hofkapelle von König Franz I. von Frankreich. Ab dem Jahr 1533 ist der Komponist als sous-maître über alle Musiker der königlichen Kapelle tätig; die administrative Leitung hat Kardinal François de Tournon, ein enger Vertrauter des Königs. Als sous-maître leitet de Sermisy die Aufführungen der etwa 40 erwachsenen Sänger und sechs Chorknaben, welche die königliche Kapelle während der 1530er und 1540er Jahre besitzt; darüber hinaus ist er für das Wohl der Knaben verantwortlich und hat die Aufsicht über die liturgischen und musikalischen Bücher der Kapelle. Er übt dieses Amt bis etwa 1553 aus und teilt sich den Titel und die Aufgaben 1543–1547 mit Louis Hérault de Servissas.

#### Angers
- Clément Janequin ist seit 1534 Kapellmeister der Kathedrale von Angers.

#### Lyon
- Die von Henry Fresneau überlieferten Kompositionen lassen den Schluss zu, dass er seit 1538 und bis 1554 in Lyon gewirkt hat.

#### Paris
- Pierre Attaingnant, der um 1527/1528 eine Variante des Notendrucks erfunden hat, die das Drucken in einem Arbeitsgang erlaubt, veröffentlicht von 1528 bis 1552 mehr als 50 Chansonsammlungen und einige „Tanzbücher“.
- Pierre Certon wirkt seit 1529 in Paris an Notre-Dame und ist hier seit 1542 Leiter des Knabenchores.

### Italienische Staaten

#### Herzogtum Mailand
- Pietro Paolo Borrono veröffentlicht 1546 seine Sammlung Libro secondo di una collanna di Intabolatura di lauto. Es ist – nach Intabolatura de leuto de diversi autori (1526) – seine zweite Sammlung mit Lautenmusik. Zu seinen Werken für Laute gehören auch Tabulaturen von Vokalstücken, Fantasien im Imitationsstil sowie historisch bedeutsame Tanz-Suiten.
- Im Juni 1546 reist Orlando di Lasso mit Ferrante Gonzaga nach Mailand; dort wird sein Dienstherr zum Gouverneur und Befehlshaber der kaiserlichen Garnison ernannt. Hier macht Orlando di Lasso die Bekanntschaft des Komponisten Bartolomeo Torresano (um 1510–1569).

#### Kirchenstaat
- Jakob Arcadelt ist seit 30. Dezember 1540 Sänger der Capella Sistina in Rom, wo er (mit Unterbrechungen) bis Juni 1551 bleibt. Krankheitsbedingt ist Arcadelt zwischen dem 10. November 1545 und dem 16. April 1546 nicht im Dienst, und ab 6. Mai 1546 nimmt er einen über einjährigen Heimaturlaub, der auch zur Inbesitznahme von Pfründen dient; er kehrt erst am 28. Mai 1547 nach Rom zurück.
- Leonardo Barré, ein Schüler von Adrian Willaert in Venedig, ist seit 1537 Sänger der päpstlichen Kapelle in Rom. Diese Anstellung behält er bis 1555.
- Ghiselin Danckerts ist seit 1538 Sänger der päpstlichen Kapelle in Rom. Er wird dieses Amt bis 1565 ausüben.
- Domenico Ferrabosco, der zunächst in seiner Heimatstadt Bologna als Sänger und Kapellmeister an St. Petronio wirkte, wird 1546 Kapellmeister der Cappella Giulia am Petersdom in Rom.
- Giovanni Pierluigi da Palestrina hat die Verpflichtung zur täglichen Leitung des Chorgesangs bei der Feier von Messe, Vesper und Komplet in der Kathedrale San Agapito seiner Heimatstadt Palestrina. Dazu hat er sich am 28. Oktober 1544 in einen Vertrag mit den Kanonikern der Kathedrale verpflichtet. Zu seinen weiteren Aufgaben gehört auch an Festtagen die Orgel zu spielen und außerdem Kanonikern und Chorknaben musikalischen Unterricht zu geben.
- François Roussel, der möglicherweise als Sängerknabe nach Rom gelangte, ist seit 1544 Musiker im Gefolge des Kardinals Alessandro Farnese.

#### Markgrafschaft Montferrat
- Jachet de Mantua ist spätestens seit 1535 Magister der Kapellknaben und Kapellmeister an der Kathedrale St. Peter und Paul in Mantua. In Mantua hat er durch seine direkte Unterstellung unter den Kardinal eine Sonderstellung inne. Seine Bekanntheit beruht auch auf zahlreichen Veröffentlichungen seiner Werke, mit der Folge, dass sehr viele zeitgenössische Autoren sich in ihren Schriften mit seinem Wirken auseinandersetzen.

#### Königreich Neapel
- Giovanni Domenico da Nola, der 1545 sein erstes, vierstimmiges Madrigalbuch veröffentlicht hat, ist 1546–47 Gründungsmitglied der Accademia dei Sereni und bekannt mit dem Lautenisten Luigi Dentice und dem Marchese della Terza, einem Förderer von Orlando di Lasso.

#### Königreich Sizilien
- Orlando di Lasso, der im Herbst 1544 seine Heimatstadt im Dienst von Ferrante I. Gonzaga, Vizekönig von Sizilien und Feldherr von Kaiser Karl V. verlassen hat und mit ihm über Fontainebleau zunächst nach Mantua und Genua gereist ist, weilt vom 1. November 1545 bis Mitte 1546 in Palermo auf Sizilien. Hier erhält Orlando Zugang zu den Kreisen des heimischen Adels. Auch lernt er auf dieser und den folgenden Reisen durch Italien die dortige Volksmusik und die Improvisation der Commedia dell’Arte kennen, was ihn zu seinen ersten eigenen Kompositionsversuchen anregt.

#### Herzogtum Urbino
- Dominique Phinot ist – wie zwei Dokumente aus dem Archiv der Stadt Urbino, datiert auf den 26. März 1545 und auf den 20. November 1555, belegen – bei Herzog Guidobaldo II. von Urbino angestellt.

#### Republik Venedig
- Jacquet de Berchem verlässt 1546 Venedig und dient einige Zeit an der Kathedrale von Verona als maestro di cappella. Aus dem Vorwort zu seiner Sammlung mit vierstimmigen Madrigalen ergibt sich, dass er Andrea Marzato als Dienstherrn hat, ein „gentilhuomo napolitano“, der in der ersten Hälfte des 16. Jahrhunderts für einige Zeit Gouverneur von Monopoli gewesen ist. 1546 erscheint auch sein erstes Madrigalbuch mit ausschließlich eigenen Werken.
- Jakob Buus ist seit dem 15. Juli 1541 Organist der 2. Orgel des Markusdoms in Venedig.
- Antonio Gardano, der seit 1532 in Venedig lebt und hier einen Musikverlag und eine Druckerei gegründet hat, gibt zwischen 1538 und 1569 rund 450 Publikationen, vor allem Madrigale und geistliche Musik heraus, darunter 1546 die Intabolatura de lauto di Francesco da Milano. Von den noch 388 erhaltenen Drucken sind nur zwei nicht musikalischen Inhalts.
- Girolamo Parabosco, ein Schüler von Adrian Willaert, besucht 1546 Florenz als Gast von Francesco Corteccia, einem Musiker in Diensten der Medici und zugleich der führende Musiker der Stadt. Nach einer Zeit mit Reisen durch die norditalienischen Städte wird er nach Venedig zurückgehen und erster Organist am Markusdom werden, was eine der berühmtesten musikalischen Stellen seiner Zeit in Italien ist. Von seinen Kompositionen ist ein Buch mit Madrigalen für fünf Stimmen erhalten, das er 1546 veröffentlicht hat.
- Francesco Patavino ist in Treviso als Kapellmeister tätig.
- Adrian Willaert ist seit dem 12. Dezember 1527 Domkapellmeister zu San Marco in Venedig. Der Komponist behält dieses Amt 35 Jahre lang bis zu seinem Tod; erst durch sein Wirken bekommt diese Stelle ihre in ganz Europa herausragende Bedeutung.

### Königreich Polen

#### Hofkapelle von Sigismund II. August
- Mikołaj Gomółka lebt am Hof von König Sigismund II. August von Polen.

### Spanien

#### Hofkapelle von Karl V.
- Cornelius Canis ist seit Juni 1542 Nachfolger von Thomas Crécquillon als Hofkapellmeister der Grande Chapelle von Kaiser Karl V. in Madrid. Dem wachsenden Ruf von Canis als Komponist folgen prominente Veröffentlichungen seiner Werke. Ein Treffen des Ordens vom Goldenen Vlies in Utrecht im Januar 1546, dem auch Karl V., Franz I. von Frankreich und der englische König Heinrich VIII. beiwohnen, führen wahrscheinlich zur Veröffentlichung einer Chansonsammlung durch den Verleger Pierre Attaingnant, die außer einem Werk von Canis auch Stücke von Thomas Créquillon und Jacobus Clemens non Papa enthält.

#### Jaen
- Francisco Guerrero, der seine erste musikalische Ausbildung als Chorknabe der Kathedrale von Sevilla von seinem älteren Bruder Pedro (* 1520) und durch Kapellmeister Pedro Fernández de Castilleja und auch Cristóbal de Morales erhielt, wird 1546, mit 17 Jahren, zum Kapellmeister der Kathedrale von Jaén ernannt.

#### La Seu d’Urgell
- Joan Brudieu ist Kapellmeister der Kathedrale von La Seu d’Urgell. Diese Position behält er – mit Unterbrechungen – bis kurz vor seinem Tode 1591.

#### Sevilla
- Alonso Mudarra wird am 18. Oktober 1546 Kanoniker an der Kathedrale von Sevilla. In dieser Stadt hat er einen bedeutenden Einfluss auf das Musikleben und bleibt dort noch 34 Jahre bis an sein Lebensende. Zu seinen Aufgaben an der Kathedrale gehört die Leitung aller musikalischen Aktivitäten. Hierzu gehören die Beauftragung von Instrumentalisten, der Kauf und die Leitung des Aufbaus einer neuen Orgel und die enge Zusammenarbeit mit Komponisten für die vielfältigen festlichen Anlässe. Am 7. Dezember 1546 erscheinen in Sevilla Mudarras Werke für die Vihuela und die vierchörige Gitarre in der dreibändigen Sammlung Tres libros de música en cifra para vihuela („Drei Bücher Musik in Tabulatur für Vihuela“). Das Werk wird von Juan de Léon in Sevilla gedruckt und ist Luis Zapata (1526–1594) gewidmet, einem Mitglied des Rats der katholischen Könige und Karls V. Das Werk besteht aus 44 Stücken für Vihuela allein, 26 Stücken für Vihuela und Singstimme, sechs Stücken für Solo-Gitarre und einem Stück für Gitarre und Orgel oder Harfe.

#### Toledo
- Cristóbal de Morales, der 1545 seinen Dienst als Sänger der Sixtinischen Kapelle in Rom beendet hat und in die spanische Heimat zurückgekehrt ist, wirkt als Kapellmeister an der Kathedrale von Toledo.

#### Valladolid
- Luis de Narváez steht seit den 1520er Jahren im Dienst von Francisco de los Cobos y Molina (1477–1547), Komtur von León und Sekretär von Kaiser Karl V.; er lebt mit großer Wahrscheinlichkeit in Valladolid mit seinem Dienstherrn bis zu dessen Tod 1547.

## Instrumentalmusik

### Für Laute
- Giulio Abondante – Intabolatura di Iulio Abondante sopra el lauto de ogni sorte de balli, Venedig: Antonio Gardano
- Pietro Paolo Borrono
  - Intabulatura di lauto del divino Francesco da Milano, et dell’eccellente Pietro Paulo Borrono da Milano, Venedig
  - Libro secondo di una collanna di Intabolatura di lauto, Antonio Casteliono, Mailand
- Antonio Gardano – 13 Werke für Solo-Renaissancelaute
- Hans Gerle – Musica und Tablatur, auff die Instrument der kleinen und großen Geygen, auch Lautten [...], Nürnberg: Formschneyder
- Francesco da Milano – Intabolatura de lauto, Venedig: Antonio Gardano: Noten und Audiodateien im International Music Score Library Project
- Marc Antonio Pifaro – Intabulatura de Lauto: Noten und Audiodateien im International Music Score Library Project
- Antonio Rotta – Intabolatura de lauto, Libro 1: Noten und Audiodateien im International Music Score Library Project; darin:
  - Antonio Rotta – Pass'e mezzo: Noten und Audiodateien im International Music Score Library Project
- Francesco Vindella – Intabolatura di Liuto: Noten und Audiodateien im International Music Score Library Project

### Für Vihuela
- Alonso Mudarra – Tre libros de música en cifra para vihuela, Sevilla
  - Conde claros: Noten und Audiodateien im International Music Score Library Project
  - Fantasía I: Noten und Audiodateien im International Music Score Library Project
  - Fantasía II: Noten und Audiodateien im International Music Score Library Project
  - Fantasía III: Noten und Audiodateien im International Music Score Library Project
  - Fantasía IV: Noten und Audiodateien im International Music Score Library Project
  - Fantasía V: Noten und Audiodateien im International Music Score Library Project
  - Fantasía VI: Noten und Audiodateien im International Music Score Library Project
  - Fantasía VII: Noten und Audiodateien im International Music Score Library Project
  - Fantasía VIII: Noten und Audiodateien im International Music Score Library Project
  - Fantasía IX: Noten und Audiodateien im International Music Score Library Project
  - Fantasía X: Noten und Audiodateien im International Music Score Library Project
  - Fantasia No. 10: Noten und Audiodateien im International Music Score Library Project
  - Fantasia No. 14: Noten und Audiodateien im International Music Score Library Project
  - Gallarda: Noten und Audiodateien im International Music Score Library Project
  - Romanesca No.1: Noten und Audiodateien im International Music Score Library Project
  - Tiento (1): Noten und Audiodateien im International Music Score Library Project
  - Tiento: Noten und Audiodateien im International Music Score Library Project

## Vokalmusik

### Geistlich
- Benedictus Appenzeller
  - Motette Super flumina Babiloni zu fünf Stimmen, Antwerpen
  - Motette Quam pulchra es anima mea zu fünf Stimmen, teilweise Appenzeller, Antwerpen, teilweise Thomas Crécquillon zugeschrieben, Löwen 1554
  - Motette Verbum caro factum est zu fünf Stimmen, teilweise Appenzeller, Antwerpen, teilweise Josquin Desprez zugeschrieben, Nürnberg 1549
- Paolo Aretino – Pie ac devotissime lamentationes Hyeremie prophete. Tum etiam passiones Hiesu Christi dominice palmarum ac veneris sancti, Venedig
- Eustorg de Beaulieu – Chrestienne Resjouyssance
- Johann vom Berg – Psalmorum selectorum, Tomus 4: Noten und Audiodateien im International Music Score Library Project
- Jakob Buus – 1 Motette zu sechs Stimmen im Sammeldruck „Cantilenae aliquot elegantes ac piae“, Lyon
- Jacobus Clemens non Papa – 6 Motetten bei Tielman Susato, Antwerpen
- Jean Lecocq
  - Motette Ecce plenus zu vier Stimmen
  - Motette Valde honorandus est zu fünf Stimmen
- Cristóbal de Morales
  - Responsorium Pastores, dicite, quidnam vidistis?: Noten und Audiodateien im International Music Score Library Project
  - Motette Vae Babylon civitas magna: Noten und Audiodateien im International Music Score Library Project
- Antoine Mornable – 25 Motets, Livre 1: Noten und Audiodateien im International Music Score Library Project
- Caspar Othmayr
  - Epitaphium Lutheri
  - Motette Mein himmlischer Vater: Noten und Audiodateien im International Music Score Library Project
- Tielman Susato
  - Missa In illo tempore zu fünf Stimmen
  - Salve quae roseo decora serto zu fünf Stimmen (Lobgesang auf Antwerpen)
  - Sacrarum cantionum, quinque vocum: Noten und Audiodateien im International Music Score Library Project, 1546/1547

### Weltlich
- Pierre Attaingnant (Hrsg.) – 28 Chansons nouvelles, Livre 20: Noten und Audiodateien im International Music Score Library Project; darin:
  - Pierre Certon
    - Avant l’aymer je l’ay voulu congnoistre: Noten und Audiodateien im International Music Score Library Project
    - Le blanc et noyr ne doibt estre porté: Noten und Audiodateien im International Music Score Library Project
    - Corps s’eslongnant faict son cueur approcher: Noten und Audiodateien im International Music Score Library Project
    - Je ne veulx poinct: Noten und Audiodateien im International Music Score Library Project
- Jacquet de Berchem
  - Madrigal Il sol giamail non vidde zu sechs Stimmen, Venedig
  - Fünfstimmige Madrigale in Individualdrucken (Madrigali a cinque voci [...] libro primo, Venedig: Antonio Gardano)
    - Come del gran pianet
    - Come havrà vita amor (Cassola)
    - Con pura bianca neve
    - Così ti donn’il ciel
    - Crudel tu pur
    - Deh cara la mia vita
    - Deh com’è spenta
    - Donna che veramente
    - D’un altro fuoco
    - Fuggite ’l sono (Petrarca)
    - Hor cruda hor pia
    - Hor date orecchie
    - Hor mi scacci
    - L’alto mio amor
    - L’infinità beltà
    - Ma non me ’l tolse (Petrarca)
    - Mai non vo più cantar (Petrarca)
    - O felici occhi miei
    - Perchè non date
    - Poiche tante nemiche
    - Qual mort’ è strana più (Cassola)
    - Quei bei pensare
    - Quel rossignol (Petrarca)
    - Questi ch’inditio fan (Ariosto)
    - Scende da bei vostri occhi
    - Si è debile (Petrarca)
    - Voi ch’ascoltate (Petrarca)
- Simon Boyleau – Madrigale zu vier Stimmen
- Orlando di Lasso – Un doux nenny, LV 86: Noten und Audiodateien im International Music Score Library Project
- Agostino Licino – Il secondo libro di duo cromatici: Noten und Audiodateien im International Music Score Library Project; darin:
  - Duo Canon XVII, Libro 2: Noten und Audiodateien im International Music Score Library Project
- Giovan Tomaso di Maio – Canzone villanesche zu drei Stimmen, Buch 1
- Nollet – Madrigal Quant’ in mille anni il ciel: Noten und Audiodateien im International Music Score Library Project
- Girolamo Parabosco – Madrigali a cinque voci, Venedig: Antonio Gardano
- Nicola Vicentino – Madrigali a 5 voci, Libro 1: Noten und Audiodateien im International Music Score Library Project

## Geboren

### Geburtsdatum gesichert
- 05. Juli: Johann Steuerlein, deutscher Kirchenlieddichter und Komponist († 1613)
- 05. Oktober: Cyriacus Schneegaß, deutscher evangelischer Pfarrer und Kirchenlieddichter († 1597)

### Genaues Geburtsdatum unbekannt
- Joachim a Burck, deutscher Komponist († 1610)

### Geboren um 1546
- Luca Bati, italienischer Komponist und Musiklehrer († 1608)
- Antonius Gosswin, franko-flämischer Komponist, Sänger, Organist und Kapellmeister († 1597 oder 1598)

## Gestorben

### Todesdatum gesichert
- 06. Januar: Kaspar Löner, Kirchenliedkomponist, evangelischer Theologe und Reformator (* um 1493 oder 1495)
- 13. Juni: Fridolin Sicher, Schweizer Organist und Kalligraph (* 1490)

### Genaues Todesdatum unbekannt
- Oswald Hilliger (II.), deutscher Geschütz- und Glockengießer (* 1518)

### Gestorben nach 1546
- Georg Liban, deutscher Altphilologe, Komponist und Musiktheoretiker (* 1464)